# Hermann Strunk
Carl Ferdinand Hermann Strunk (* 19. April 1882 in Dobien, Landkreis Wittenberg; † 6. Februar 1933 in Danzig) war ein deutscher Lehrer, Schulrat und Politiker (DDP).

## Leben
Strunk besuchte das Gymnasium Wittenberg. Nach dem Abitur studierte er ab 1901 an der Friedrichs-Universität Halle Evangelische Theologie und Philologie. 1901 wurde er Mitglied der Burschenschaft Germania Halle. Später auch der Burschenschaft Markomannia Danzig. 1906 wurde er in Halle zum Dr. phil. promoviert. Er war Schriftführer der Männer vom Morgenstern. Er wurde Stadtschulrat im Magistrat der Stadt Danzig. Nach der Bildung der Freien Stadt Danzig 1920 wurde er am 6. Dezember 1920 zum hauptamtlichen Senator für Kultus im Senat Sahm I gewählt. Am 10. Dezember 1924 und erneut am 18. Dezember 1928 wurde er wiedergewählt und bestimmte so die Bildungsgeschicke der Stadt für viele Jahre. Erst mit der Senatsneuwahl nach der Volkstagswahl in Danzig 1930 (diese war wegen einer Verfassungsänderung vorzeitig erfolgt) schied er aus dem Senat aus. Am Ende der Amtszeit 1930 erkrankte er an einem schweren Nierenleiden, an dem er starb.

## Ehrungen
- Dr.-Ing. E. h. der Technischen Hochschule Danzig[7]
- Ehrenmitglied der Männer vom Morgenstern